# Catharsius adamastor
Catharsius adamastor är en skalbaggsart som beskrevs av Gillet 1932. Catharsius adamastor ingår i släktet Catharsius och familjen bladhorningar. Inga underarter finns listade.